# فیدل لاباربا
فیدل لاباربا (انگلیسی: Fidel LaBarba؛ ۲۹ سپتامبر ۱۹۰۵ – ۲ اکتبر ۱۹۸۱) بوکسور اهل ایالات متحده آمریکا بود.